# Округ Сатер (Калифорнија)
Сатер (енгл. Sutter County) је округ у америчкој савезној држави Калифорнија.

## Демографија
По попису из 2010. године број становника је 94.737, што је 15.807 (20,0%) становника више него 2000. године.
| Група             | 2000.          | 2010.          |
| Белци             | 47.532 (60,2%) | 47.782 (50,4%) |
| Афроамериканци    | 1.509 (1,9%)   | 1.919 (2,0%)   |
| Азијати           | 8.884 (11,3%)  | 13.663 (14,4%) |
| Хиспаноамериканци | 17.529 (22,2%) | 27.251 (28,8%) |
| Укупно            | 78.930         | 94.737         |